# Cyclopia genistoides
Cyclopia genistoides là một loài thực vật có hoa trong họ Đậu. Loài này được (L.) Vent. miêu tả khoa học đầu tiên.